# Präsident der Republik Aserbaidschan
Der Präsident der Republik Aserbaidschan (aserbaidschanisch: Azərbaycan Respublikasının Prezidenti) ist das Staatsoberhaupt, der Regierungschef und der Oberbefehlshaber der Streitkräfte der Republik Aserbaidschan. Der Präsident kann bei der Leitung der Regierung von einem Premierminister unterstützt werden.
Das Amt ist die höchste Position im aserbaidschanischen Regierungssystem. Aktueller Amtsinhaber ist İlham Əliyev.

## Stellung
Die Position des Präsidenten wird in Artikel 8 der Verfassung der Republik Aserbaidschan beschrieben. Die Rechte und Pflichten des Staatspräsidenten als Staatsoberhaupt (Azərbaycan dövlətinin başçısı), sein Wahlverfahren und die Möglichkeit seiner Abberufung regelt Kapitel VI der Verfassung.
Der Präsident ist Staatsoberhaupt, Regierungschef und Oberbefehlshaber zugleich. Damit verkörpert er die Exekutive, die vollziehende Gewalt der Republik Aserbaidschan. Der Präsident vertritt den Staat innerhalb des Landes und in den auswärtigen Beziehungen. Er verkörpert die Einheit des Volkes von Aserbaidschan und gewährleistet die Kontinuität des aserbaidschanischen Staatswesens. Der Präsident ist der Garant der Unabhängigkeit und territorialen Integrität des Aserbaidschanischen Staates und der Einhaltung der internationalen Verträge, deren Partei Aserbaidschan ist. Er ist der Garant der Unabhängigkeit der rechtsprechenden Gewalt.
De jure wird der Präsident durch das Parlament (Legislative) und das Verfassungsgericht (Judikative) kontrolliert, damit keines der Staatsorgane übermächtig wird (Checks and Balances). De facto besteht diese Gewaltenteilung im Sinne der Checks und Balances seit Unabhängigkeit Aserbaidschans von der Sowjetunion nicht. Die Wahlen des Parlaments sind zum Vorteil der Partei des Präsidenten Əliyev beeinflusst. Es gibt keine tatsächliche parlamentarische Opposition. Ebenso besteht keine Unabhängigkeit des Judikative. Mit einem Freedom House Score von 11 aus 100 gilt Aserbaidschan als unfrei.

## Voraussetzungen zum Wahlantritt
Zum Präsidenten der Republik Aserbaidschan kann jeder aserbaidschanische Bürger gewählt werden, der seit über 10 Jahren ständig auf dem Territorium der Republik Aserbaidschan lebt, das Wahlrecht besitzt, nicht etwa wegen eines schweren Verbrechens verurteilt worden ist, keine Verpflichtungen gegenüber anderen Staaten hat, eine Hochschulbildung hat und keine doppelte Staatsangehörigkeit besitzt. Die Wiederwahl ist zulässig.
Das Verfassungsgericht veröffentlicht die Ergebnisse der Wahl zum Präsidenten innerhalb von 14 Tagen nach dem Abstimmungstag.

## Vereidigung
Zu seinem Amtsantritt hat der Präsident innerhalb drei Tagen nach dem Tag der Veröffentlichung der Wahlergebnisse vor einem Richter des Verfassungsgerichts der Republik Aserbaidschan den folgenden Eid zu leisten:

“Azərbaycan Respublikası Prezidentinin səlahiyyətlərini həyata keçirərkən Azərbaycan Respublikasının Konstitusiyasına əməl edəcəyimə, dövlətin müstəqilliyini və ərazi bütövlüyünü qoruyacağıma, xalqa ləyaqətlə xidmət edəcəyimə and içirəm.”

„In Wahrnehmung der Befugnisse des Präsidenten der Republik Aserbaidschan schwöre ich, dass ich die Verfassung der Republik Aserbaidschan achten, die Souveränität und territoriale Integrität des Staates schützen und dem Volk in Würde dienen werde.“

Der neu gewählte Präsident tritt sein Amt am Tage der Eidesleistung an. Der Stellvertreter des Präsidenten ist erster Vizepräsident der Republik Aserbaidschan. Der Vizepräsident wird von dem Präsidenten der Republik Aserbaidschan ernannt und abgerufen.

## Kompetenzen
Der Präsident hat die folgenden Kompetenzen und Aufgaben:
- beraumt den Termin zur Parlamentswahlen an;
- legt dem Parlament den Staatshaushalt zur Bestätigung vor;
- bestätigt die staatlichen Wirtschafts- und Sozialprogramme;
- ernennt den Premierminister mit Zustimmung des Parlaments;
- entlässt den Premierminister;
- ernennt und entlässt die Mitglieder des Ministerkabinetts;
- erforderlichenfalls führt er auf den Sitzungen des Ministerkabinetts den Vorsitz;
- nimmt den Beschluss über den Rücktritt des Ministerkabinetts an;
- bildet zentrale und örtliche Organe der vollziehenden Gewalt im Rahmen der im Staatshaushalt vorgesehenen Mittel;
- hebt Verordnungen und Verfügungen des Ministerkabinetts und des Ministerkabinetts der Autonomen Republik Nakhichevan sowie Akte der zentralen und örtlichen Organe der vollziehenden Gewalt auf;
- schlägt dem Parlament die Ernennung der Richter des Verfassungsgerichts, des Obersten Gerichts und der Berufungsgerichte vor;
- ernennt die Richter der anderen Gerichte;
- ernennt und entlässt den Generalstaatsanwalt mit Zustimmung des Parlaments;
- schlägt dem Parlament die Ernennung und Entlassung der Mitglieder des Vorstands der Nationalbank der Republik Aserbaidschan vor;
- legt dem Parlament die Militärdoktrin zur Bestätigung vor;
- ernennt und entlässt die Oberkommandierenden der aserbaidschanischen Streitkräfte;
- bildet das Präsidialamt der Republik Aserbaidschan und ernennt dessen Leiter;
- schlägt dem Parlament zur Wahl den Beauftragten für Menschenrechte vor;
- schlägt dem Parlament die Errichtung von diplomatischen Vertretungen in ausländischen Staaten und bei internationalen Organisationen vor, er ernennt die diplomatischen Vertreter Aserbaidschans in ausländischen Staaten und bei internationalen Organisationen und beruft sie ab;
- nimmt die Beglaubigungs- und Abberufungsschreiben der Vertreter ausländischer Staaten entgegen;
- schließt zwischenstaatliche Verträge und Verträge zwischen den Regierungen ab, legt dem Parlament zwischenstaatliche Verträge zur Ratifizierung oder Kündigung vor und unterzeichnet Dekrete über Ratifikation internationaler Verträge;
- beraumt ein Referendum an;
- unterzeichnet und erlässt Gesetze;
- entscheidet Fragen der Staatsangehörigkeit;
- entscheidet Fragen betreffend der Gewährung politischen Asyls;
- übt das Begnadigungsrecht aus;
- zeichnet mit staatlichen Auszeichnungen aus;
- verleiht die höchsten militärischen und höchsten besonderen Titel;
- verkündet die allgemeine oder teilweise Mobilmachung sowie die Demobilisierung;
- erlässt den Beschluss über die Einberufung von Bürgern der Republik Aserbaidschan zum Grundwehrdienst und über die Entlassung in die Reserve der Militärbediensteten des Grundwehrdienstes;
- bildet den Sicherheitsrat;
- schlägt dem Parlament die Erteilung der Zustimmung dazu vor, dass die aserbaidschanische Streitkräfte zur Erfüllung von Aufgaben eingesetzt werden, die nicht mit ihrer Zweckbestimmung verbunden sind;
- erklärt den Ausnahmezustand und verhängt das Kriegsrecht;
- erklärt den Krieg und schließt Frieden mit Zustimmung des Parlaments;
- bildet spezielle Wachdienste im Rahmen der Mittel, die für diese Zwecke im Staatshaushalt vorgesehen sind;
- entscheidet auf dem Vollzugswege andere Fragen, die die Verfassung der Republik Aserbaidschan nicht der Zuständigkeit des Parlaments oder der rechtsprechenden Gewalt zugewiesen hat.[7]

Die Geschäftsordnung des Ministerkabinetts wird durch den Präsidenten bestimmt. Der Präsident wird von der Präsidialamt der Republik Aserbaidschan in seinen Aufgaben unterstützt.

### Recht zur Gesetzesinitiative
Der Präsident hat das Recht, der gesetzgebenden Gewalt einen Gesetzentwurf zur Abstimmung vorzulegen. Der Gesetzentwurf, der im Wege der Gesetzesinitiative vom Präsidenten vorgelegt worden ist, soll im Parlament innerhalb von zwei Monaten zur Abstimmung gestellt werden. Falls der Präsident den Gesetzentwurf für dringlich erklärt, so beträgt diese Frist 20 Tage.

### Unterzeichnung der Gesetze
Der Präsident unterzeichnet die Gesetze innerhalb von 56 Tagen nach dem Tag ihrer Vorlage. Hat der Präsident Einwendungen gegen das Gesetz, so kann er das Gesetz vor der Unterzeichnung zusammen mit seinen Einwendungen innerhalb der genannten Frist an das Parlament zurückverweisen.
Unterzeichnet der Präsident Verfassungsgesetze nicht, so treten sie nicht in Kraft. Verabschiedet das Parlament mit der Mehrheit von 95 Stimmen erneut Gesetze, die zuvor mit einer Mehrheit von 83 Stimmen verabschiedet worden sind, und mit einer Mehrheit von 83 Stimmen Gesetze, die zuvor mit einer Mehrheit von 63 Stimmen verabschiedet worden sind, so treten diese Gesetze nach der erneuten Abstimmung in Kraft.

### Verhängung des Kriegsrechts
Im Falle einer faktischen Okkupation eines bestimmten Teils des Territoriums Aserbaidschans, der Kriegserklärung durch einen ausländischen Staat oder durch mehrere ausländische Staaten an Aserbaidschan, des Entstehens einer realen Gefahr eines bewaffneten Angriffs gegen das Land, einer Blockade des Territoriums oder des Bestehens einer realen Gefahr einer solchen Blockade verhängt der Präsident auf dem gesamten Territorium oder in einzelnen Bereichen das Kriegsrecht und legt das betreffende Dekret innerhalb von 24 Stunden dem Parlament zur Bestätigung vor.

### Anwendung des Ausnahmezustandes
Bei Naturkatastrophen, Epidemien, Tierseuchen, großen ökologischen und sonstigen Katastrophen sowie bei der Vornahme von Handlungen, die eine Verletzung der territorialen Integrität der Republik Aserbaidschan, einen Aufstand gegen den Staat oder einen Staatsstreich zum Ziel haben, bei Massenunruhen, die von Gewaltanwendung begleitet sind, sowie bei der Entstehung anderer Konflikte, die das Leben und die Sicherheit der Bürger oder die normale Tätigkeit der staatlichen Einrichtungen gefährden, verkündet der Präsident in einzelnen Bereichen der Republik den Ausnahmezustand und legt das von ihm verabschiedete Dekret innerhalb von 24 Stunden dem Parlament zur Bestätigung vor.

## Vorzeitiges Ausscheiden
Der Präsident gilt als vorzeitig aus dem Amt geschieden bei seinem Rücktritt, bei einem vollständigen Verlust seiner Fähigkeiten zur Amtsausübung angesichts seines Gesundheitszustandes sowie bei seiner Amtsentlassung gemäß der Verfassung der Republik Aserbaidschan.
Seit der Verfassungsänderung im Jahr 2016 übernimmt der Erste Vizepräsident der Republik Aserbaidschan für den gesamten Rest der laufenden Amtsperiode die Rechte und Pflichten des Präsidenten, falls dieser stirbt, zurücktritt oder arbeitsunfähig ist. Bei dem vorzeitigen Ausscheiden des Präsidenten aus dem Amt findet innerhalb 60 Tagen eine außerordentliche Wahl des Präsidenten der Republik Aserbaidschan statt. In diesem Falle übt der Erste Vizepräsident bis zur Wahl des neuen Präsidenten das Amt des Präsidenten aus.

### Rücktrittserklärung
Beim Rücktritt des Präsidenten wird seine Rücktrittserklärung an das Verfassungsgericht gerichtet. Das Verfassungsgericht prüft, ob der Präsident die Rücktrittserklärung persönlich abgegeben hat, und fasst einen Beschluss über die Annahme des Rücktritts des Präsidenten. Von diesem Zeitpunkt an gilt der Präsident als infolge Rücktritts aus dem Amt ausgeschieden.

### Amtsunfähigkeit
Nach Eingang der Nachricht, dass der Präsident angesichts seines Gesundheitszustandes nicht fähig ist, sein Amt auszuüben, beantragt das Parlament beim Verfassungsgericht die Aufklärung des Sachverhalts. Das Verfassungsgericht fasst in dieser Frage einen Beschluss mit der Mehrheit von 6 Stimmen. Bestätigt das Verfassungsgericht diesen Sachverhalt nicht, so gilt die Frage als erledigt.

### Amtsentlassung
Die Frage der Entlassung des Präsidenten wegen eines schweren Verbrechens aus dem Amt kann im Parlament auf Initiative des Verfassungsgerichts auf der Grundlage eines innerhalb von 30 Tagen vorgelegten Gutachtens des Obersten Gerichts eingebracht werden. Der Präsident kann durch einen Beschluss des Parlaments aus dem Amt entlassen werden, der mit der Mehrheit von 95 Abgeordnetenstimmen gefasst wurde. Dieser Beschluss wird vom Vorsitzenden des Verfassungsgerichts unterzeichnet. Für den Fall, dass das Verfassungsgericht nicht innerhalb einer Woche zur Unterzeichnung dieses Beschlusses schreitet, tritt der Beschluss nicht in Kraft. Der Beschluss über die Amtsentlassung des Präsidenten muss innerhalb von zwei Monaten nach dem Tage der Antragstellung des Verfassungsgerichts im Parlament verabschiedet werden. Wird der Beschluss nicht innerhalb dieser Frist verabschiedet, so gilt die gegen den Präsidenten eingebrachte Beschuldigung als abgelehnt.

## Immunität und Sicherung
Der Artikel 106 der aserbaidschanischen Verfassung besagt, dass der Präsident das Recht der Immunität genießt.
Der Präsident und seine Familie werden auf Kosten des Staates gesichert. Der Schutz des Präsidenten und seiner Familie wird durch spezielle Wachdienste gewährleistet.

## Amtssitz
Amtssitz ist der Präsidenten-Palast in Baku. Das Gebäude befindet sich im Stadtzentrum in der Istiqlaliyyat-Straße. Das Gebäude wurde damals Sitz des Zentralkomitees der Kommunistischen Partei der Aserbaidschanischen SSR. Seit 1991 wird das Verwaltungsgebäude vom Präsidialamt der Republik Aserbaidschan genutzt. 2005 wurde das Gebäude in Präsidenten-Palast umbenannt.

## Liste der Präsidenten der Republik Aserbaidschan
| #  | Bild | Name            | Amtsantritt      | Amtsaustritt     | Partei                                   |
| -- | ---- | --------------- | ---------------- | ---------------- | ---------------------------------------- |
| 1. |      | Ayaz Mütəllibov | 18. Oktober 1991 | 17. Mai 1992     | Sozialdemokratische Partei Aserbaidschan |
| 2. |      | Əbülfəz Elçibəy | 7. Juni 1992     | 25. Juni 1993    | Volksfront Aserbaidschans                |
| 3. |      | Heydər Əliyev   | 3. Oktober 1993  | 31. Oktober 2003 | Neues Aserbaidschan                      |
| 4. |      | İlham Əliyev    | 31. Oktober 2003 | amtierend        | Neues Aserbaidschan                      |